# Технологічна демонстрація
Технологі́чна демонстра́ція, технологічна демонстраційна версія, техно-демоверсія (від англ. Technology demonstration) — прототип, наближений приклад чи неповна версія продукту, створена з метою продемонструвати ідею, продуктивність, метод або особливості якогось продукту. Технологічні демонстраційні версії можуть використовуватися як демонстрації для інвесторів, партнерів, журналістів або навіть потенційних споживачів для того, щоб переконати їх у життєздатності даного продукту, матеріального товару або ідеї.
Комп'ютерні технологічні демонстрації не повинні плутати з демками в демосцені, які, хоча і демонструють нові програмні методики, насправді є окремою формою комп'ютерного мистецтва.

## Фальшивки
Іноді техно-демоверсії є частково або навіть повністю фальсифікованими. Наприклад, в індустрії комп'ютерних ігор, пререндерене відео чи зображення з високою якістю можуть презентуватися як фактичний геймплей гри в реальному часі. Або, наприклад, демонстраційна версія Інтернет QoS-програми може працювати на локальній мережі з вручну відрегульованим трафіком.